# Tegalrandu (Klakah)
Tegalrandu is een bestuurslaag in het regentschap Lumajang van de provincie Oost-Java, Indonesië. Tegalrandu telt 4746 inwoners (volkstelling 2010).